# CKAD
CKAD, zkratka z rusky Центральная кольцевая автомобильная дорога (Centralnaja kolcevaja avtomobilnaja doroga) je plánovaný druhý dálniční okruh kolem Moskvy. Prvním je MKAD, který byl realizován již v 60. letech 20. století a tvoří z velké části současnou hranici velkoměsta. A to jak administrativní, tak i z hlediska zástavby. Druhý z okruhů CKAD, má vzniknout v druhém desetiletí 21. století, jeho první úsek by měl sloužit automobilistům již v roce 2012. Celková délka okruhu má činit 445–520 km, vzdálenost od MKAD-u se bude pohybovat v rozmezí 20 až 80 km. Dálnice bude mít v každém směru tři až čtyři pruhy oddělené středovou bariérou. Díky tomuto okruhu by se měla snížit intenzita dopravy v metropoli samotné a i na jejím okraji.